# 大甲渓鉄橋
大甲渓鉄橋（だいこうけいてっきょう）は台湾台中県后里郷（現・台中市后里区）と豊原市（現・豊原区）の境界、大甲渓に架かる台湾鉄路管理局旧山線（廃線）の鉄道橋。
現在は台中市政府の歴史建築に指定され、旧山線の観光地としては最南端となる。

## 構造
同じ旧山線の大安渓鉄橋、屏東線の下淡水渓鉄橋と合わせ台湾で現存する下路式曲弦ワーレントラス鋼橋の1つ。施工は大倉組（大成建設の前身）によるもので(p241)、総工費336,670円を投じて建設され1908年に竣工した(p280)。勝興駅と泰安旧駅の間、旧山線9号トンネル南側出口直後に位置する。初期の鋼材はアメリカン・ブリッジ製のものが使われていた。中央4基が209フィート、両端2基が204.6フィートの計6基の桁が架けられ:232-233、戦後の架け替えでは桁部分が大安渓鉄橋とほぼ同じ全長63.19メートル、高さ11.3メートルのワーレントラスが6基架けられた(p328)。
「新山線」開通に伴って后里と豊原間の間は三義と后里間より先行して廃止され、台中県政府によって塗装などの保護措置が執られた。2004年8月に台中県政府交通旅遊局によって軌道が撤去され、自転車道に生まれ変わった。
現在は自転車道（后豊鉄馬道）となっている。

## 沿革
(p67-69)この区間に限らないが、縦貫線は資材を全て日本から搬入したため、打狗港に近い南部と、基隆港に近く、清朝の軌道インフラを流用できた北部は比較的早く開通した。
最も難易度が高かったのは現在の旧山線を含む苗栗と豊原の間だった。工事監督は総督府臨時台湾鉄道敷設部工務課三叉河出張所（所長：稲垣兵太郎）が担当した。三叉河（現・三義駅）と葫蘆墩（現・豊原駅）間に軍事速成線としての軽便鉄道と資材運搬線が先に建設されることになり、それらを用いて日本から持ち込まれた資材が搬入された。
軽便鉄道は9kgレール、軌間495mmの複線で(p275)、内社川と大安渓北岸までの支線があった(p276)。伯公坑と葫蘆墩を結ぶ軽便線14.5kmは1905年1月に起工され、1904年5月15日に完成した(p284)。

### 鉄道橋時代
- 1905年（光緒31/明治38年） - 軍事速成線（軽便鉄道）三叉河 - 後里庄間開通。
- 1906年（光緒32/明治39年）11月 - 起工[5](p328)。
- 1908年（光緒34/明治41年）
  - 2月20日 - 三叉河と后里間開通に伴い軍事速成線の後里庄以北廃止[5](pp285)。
  - 4月10日 - 大甲渓鉄橋竣工[5](p280)。
  - 4月20日 - 縦貫線全通。軽便鉄道の後里庄以南撤去[5](p276)。
- 1935年（昭和10年）4月21日 - 新竹・台中地震で被害[9]、橋脚も損傷[5](p300)。
- 1938年（昭和13年）7月15日 - 旧山線全線復旧[5](pp277-285)。
- 1964年（民国53年）3月 - 補強工事。橋脚はそのままに国産のワーレントラスに架け替え[5](p328)。
- 1978年（民国67年）10月 - 本鉄橋を含む台中線電化[5](p292)。
- 1997年（民国86年）10月8日 - 后里以南複線ルート開業に伴い廃止[5](p329)。

### 廃止後
- 1998年9月24日 - 后里以北の旧山線全線廃止[10]。
- 2001年 - 行政院文化建設委員会（現・文化部）主催の台湾歴史建築百景に選出[11]。
- 2004年2月6日 - 台中県指定歴史建築に登録。
- 2005年
  - 4月17日 - 后豊鉄馬道（自転車道）として再生される[12]。
  - 7月1日 - 機車（スクーター）の通行が禁止となる[13]。

同年7月には同県内のジャイアント・マニュファクチャリングなどが協賛し、東豊自行車緑廊と合わせた18kmの自転車道にサイクリスト1万人を集めるイベント「万人単車接龍」が開催され、鉄橋で聖火が灯された。
2006年6月9日、熱帯低気圧Bilis（zh:強烈熱帶風暴碧利斯 (2006年)）により大甲渓が氾濫、橋脚の変移や橋面の褶曲の被害があったため封鎖、2007年2月14日に再開通した。
2008年9月、台風シンラコウ（Sinlaku）による水害で省道台13線の后豊大橋が不通となったため、復旧までの間は排気量250cc以下の二輪車も通行可能とする暫定措置を執った。
2016年6月13日、基礎部の補強工事中だった最南端のP4、P5橋脚2本が豪雨での濁流で流された。総重量600トンのP4は完全に倒れ、800トンのP5は数メートル移動し傾いた状態になっていた。
2014年に間隙が見つかり、2015年末の渇水時季から文化資産保護の一環で4本の仮設橋脚を設置しての補強事業の最中で、完成間近だった。
補修業者は16年5月以降行方不明となっていて、2017年1月時点でも放置されていることが判明した。市政府は仮設でも安全上は問題なく、引き続き入札により事業を再開するとしている。
同年3月、文化資産保存法第24条に基づき修復予算4,094万ニュー台湾ドルが追加され、事業は再開、2020年10月末に橋脚の修復事業が完了した。
|                          |                            |                    |
| 東豊自行車緑廊の案内図。 | 自転車道となった大甲渓鉄橋 | 後方は九号トンネル |